# Philippines' Next Top Model
Philippines Next Top Model (hay PNTM hoặc PhnTM) là một chương trình truyền hình thực tế cạnh tranh ở Philippines, trong đó một số thí sinh khao khát cạnh tranh cho các danh hiệu Philippines Top Next Model và một cơ hội bắt đầu sự nghiệp của họ trong ngành người mẫu. Được thành lập bởi Tyra Banks, chương trình ra mắt vào ngày 13 tháng 3 năm 2007. Mùa đầu tiên đã được phát sóng trên RPN cho đến khi kết thúc vào 12 tháng 6 năm 2007.
Vào cuối năm 2012, ETC đã công bố mùa thứ hai được gọi là Top Model Philippines với các giám khảo hoàn chỉnh nhưng đã bị đình chỉ vào tháng 6 năm 2013.
Tuy nhiên, TV5 đã thông báo vào năm 2016 là sẽ có sự trở lại của chương trình và sẽ được gọi là Philippines' Next Top Model: High Street. Mùa thứ hai chính thức bắt đầu vào ngày 21 tháng 3 năm 2017.
Mùa đầu tiên của chương trình được host bởi Ruffa Gutierrez và với mùa 2 là Maggie Wilson. Các giám khảo gồm có Wilma Doesnt, Pauline Sauco, Robby Carmona, Vince Uy và Xander Angeles trước khi toàn bộ đều được thay thế bằng Kylie Verzosa, Rainer Dagala và Raphael Kiefer trong mùa 2.

## Các mùa
| Mùa | Phát sóng           | Quán quân        | Á quân         | Các thí sinh theo thứ tự bị loại | Tổng số thí sinh | Điểm đến quốc tế |
| --- | ------------------- | ---------------- | -------------- | --- | ---------------- | ---------------- |
| 1   | 13 tháng 3 năm 2007 | Grendel Alvarado | Rina Lorilla   | Marge Cornillez & Sara Kae Custodio, Weng Santos, Mira Baino, Raine Larrazabal, Gemma Gatdula, Jayna Reyes, Sheena Sy, Bambi del Rosario, Joy Pagurayan, Elf Stehr (dừng cuộc thi), Jen Olivar | 14               | Hong Kong        |
| 2   | 21 tháng 3 năm 2017 | Angela Lehmann   | Adela Marshall | Janelle Olafson, Shekie Quah, Jan Villanueva, Kim Valies, Sarah Edwards (dừng cuộc thi), Ann Vale, Aivie Phan, Blaise Buendia, Janny Medina, Ina Guerrero                                      | 12               | Không có         |